# Caecilia abitaguae
Caecilia abitaguae е вид безкрако земноводно от семейство Caeciliidae.

## Разпространение и местообитание
Видът е разпространен в Еквадор.
Обитава райони с тропически и субтропичен климат, гористи местности, планини, склонове, градини и плантации.